# Pindamonhangaba
Pindamonhangaba är en stad och kommun i Brasilien och ligger i delstaten São Paulo. Den ligger strax nordost om den större staden Taubaté, och kommunens befolkning uppgick år 2014 till cirka 160 000 invånare.

## Administrativ indelning
Kommunen var år 2010 indelad i två distrikt:
- Moreira César
- Pindamonhangaba